# ریوسی سایتو
ریوسی سایتو (انگلیسی: Ryusei Saito؛ زادهٔ ۳۰ آوریل ۱۹۹۴) بازیکن فوتبال اهل ژاپن است.